# Negenborn (Wedemark)
Negenborn ist ein Ortsteil der Gemeinde Wedemark in der niedersächsischen Region Hannover.

## Geografie

### Lage
Negenborn liegt am südwestlichen Randbereich der Gemeinde Wedemark. Das Dorf ist über die von Abbensen kommende Landesstraße 383 via Brelingen mit der Wedemark verbunden. Die Landesstraße 380 führt nach Resse.

### Nachbarorte
| Abbensen                                         |                                             | Duden-Rodenbostel |
|                                                  | Kompassrose, die auf Nachbargemeinden zeigt | Brelingen         |
| Stadt Neustadt am Rübenberge – Ortsteil Scharrel | Resse                                       |                   |

## Geschichte
Erste urkundliche Erwähnung fand der Name Negenborn im Jahr 1271 im Zusammenhang mit dem Namen des Ritters „Werner von Negenborn“. Vermutlich leitet sich der Ortsname von den reichlich im Ort vorhandenen Quellen ab, da auf niederdeutsch neun „negen“ heißt und Quellen auch „Born“ genannt werden. Das Schatzregister Celle erwähnt den Ort im Jahr 1438 als „Negenborne“.

### Eingemeindungen
Im Zuge der Gebietsreform in Niedersachsen, die am 1. März 1974 stattfand, wurde die zuvor selbständige Gemeinde Negenborn in die Gemeinde Wedemark eingegliedert.

### Einwohnerentwicklung
| Jahr      | 1910  | 1925  | 1933  | 1939  | 1950  | 1956  | 1973  | 2015  |
| --------- | ----- | ----- | ----- | ----- | ----- | ----- | ----- | ----- |
| Einwohner | 289   | 307   | 302   | 511   | 724   | 478   | 513   | 792   |
| Quelle    | [ 4 ] | [ 5 ] | [ 5 ] | [ 5 ] | [ 6 ] | [ 6 ] | [ 7 ] | [ 2 ] |

|  |

## Religion
Die evangelisch-lutherische Kapellengemeinde Negenborn wurde zum 1. Januar 2012 aufgehoben und in die Kirchengemeinde Brelingen eingegliedert.

## Politik

### Ortsrat
Der Ortsrat verantwortet die Ortsteile Abbensen, Duden-Rodenbostel und Negenborn gemeinsam (Wedemark I) und besteht aus sieben Ortsräten der folgenden Parteien:
- SPD: 4 Sitze
- CDU: 2 Sitze
- Bündnis 90/Die Grünen: 1 Sitz

(Stand: Kommunalwahl 2021)

## Politik

### Ortsbürgermeister
Der Ortsbürgermeister ist Frank Gerberding. Sein Stellvertreter ist Florian Wiese.

### Wappen
Der Entwurf des Kommunalwappens von Negenborn stammt von dem Heraldiker und Wappenmaler Gustav Völker, der zahlreiche Wappen in der Region Hannover erschaffen hat. Die Genehmigung des Wappens wurde durch den Regierungspräsidenten in Lüneburg am 23. August 1963 erteilt.
| Wappen von Negenborn | Blasonierung: „Unter grünem Schildhaupt, belegt mit einer silbernen Wolfsangel, in Silber ein schwarzer Mühlradring, darinnen drei blaue Querbäche, aus denen je drei blaue Quellen hervorbrechen.“ |
| Wappen von Negenborn | Wappenbegründung: Der Name Negenborn bedeutet „Neun Quellen“ (Negen = neun, Born = Quelle) und ist darauf zurückzuführen, dass der Ort in einem wasser- und quellreichen Gebiet liegt. Die blauen Querbäche und die neun nach oben gerichteten Pfeile weisen darauf hin. Das schwarze Mühlrad erinnert an eine früher in Negenborn vorhanden gewesene Wassermühle. Die Wolfsangel weist auf die Zugehörigkeit der Gemeinde zum Landkreis Burgdorf hin, der die Wolfsangel ebenfalls im Wappen führt. |

## Kultur und Sehenswürdigkeiten

### Bauwerke
- Teilweise sehr alte Fachwerkhäuser und Bauernhöfe prägen das Ortsbild.
- Die Negenborner Wassermühle ist sicher älter, gesichert ist jedoch, dass sie ab 1644 mit dem zugehörigen Hof bewirtschaftet und dass das heutige Gebäude im Jahr 1779 errichtet wurde. Der Mahlbetrieb erfolgte mit Wasserkraft bis 1936, danach ab 1947 bis 1966 mit Elektroantrieb. Dann wurde der Mühlenbetrieb eingestellt und das Mühlengebäude wird seitdem zu Wohnzwecken genutzt.
- Die Fachwerkkapelle wurde 1693 auf dem Fundament der Vorgängerkapelle errichtet, nachdem diese infolge des Dreißigjährigen Krieges baufällig geworden war.
- Im Jahre 2019 wurde auf dem Gelände vor der Kapelle im Zuge der „Fortführung der Straße der Kinderrechte“ von dem Bildhauer Jürgen Friede ein Kunstobjekt aufgestellt, dass er nach Entwürfen und in Zusammenarbeit mit den Kindern und Jugendlichen der Jugendfeuerwehr Negenborn gestaltet hat.[11]

### Fotogalerie

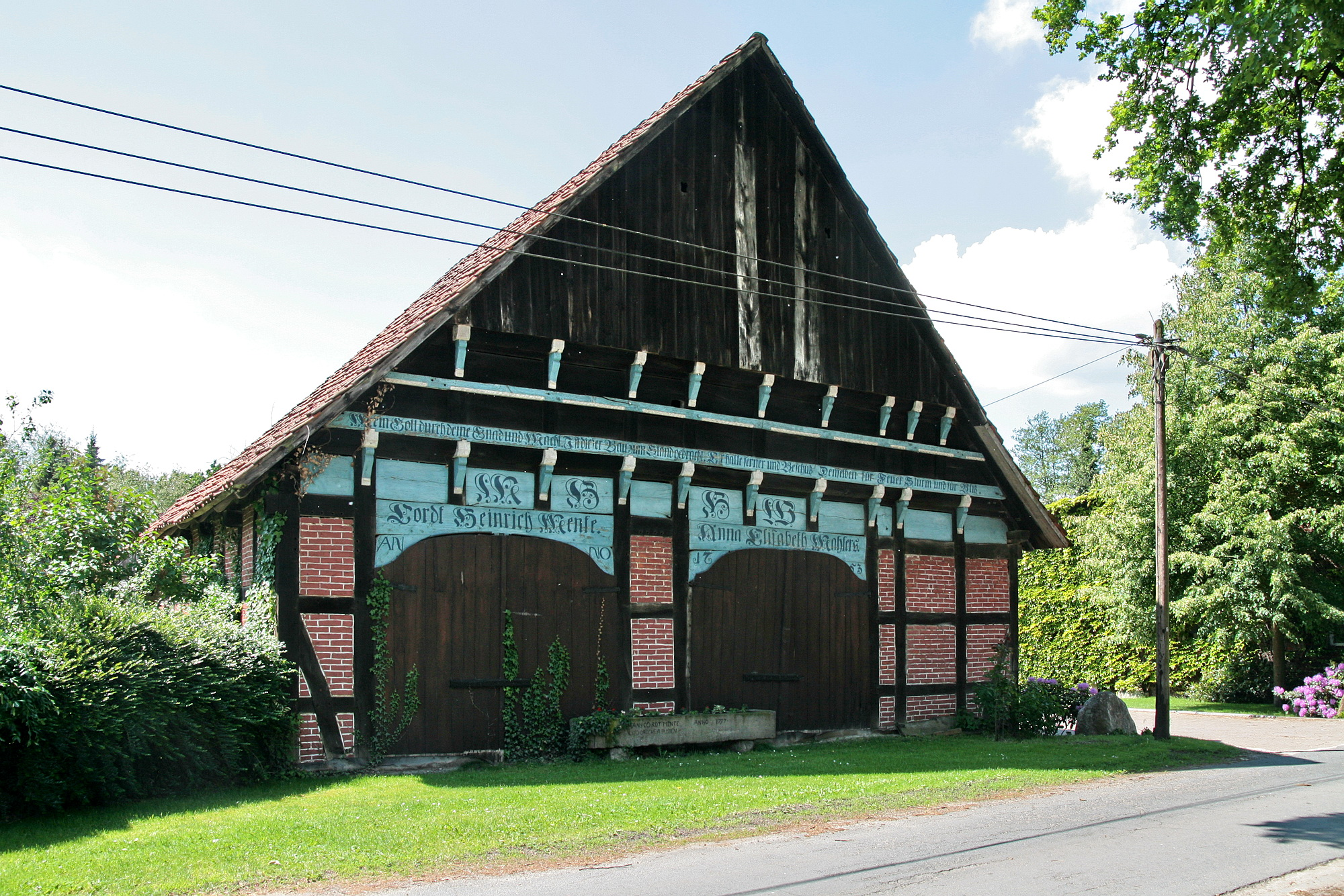
Fachwerkhaus von 1753
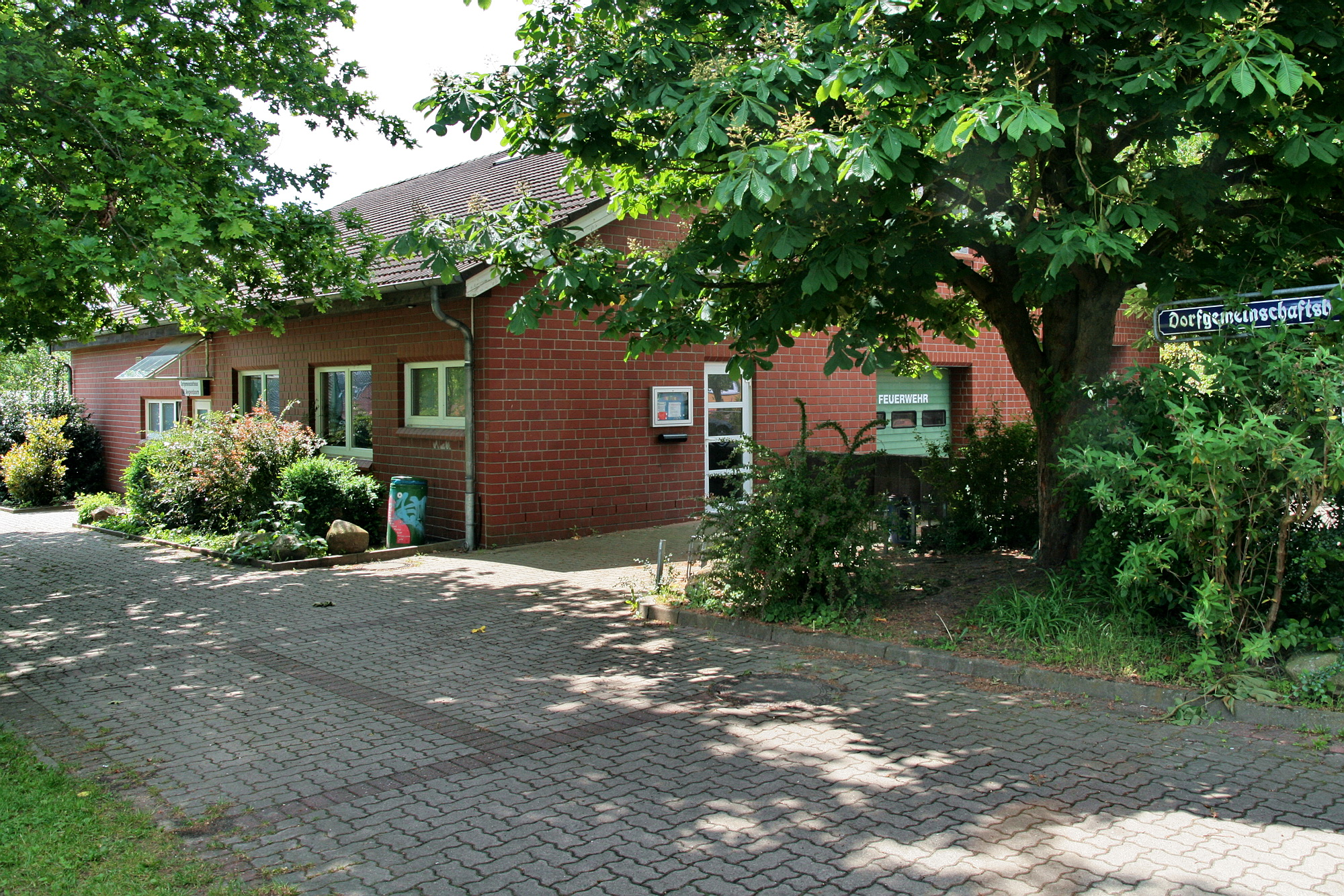
Dorfgemeinschaftshaus
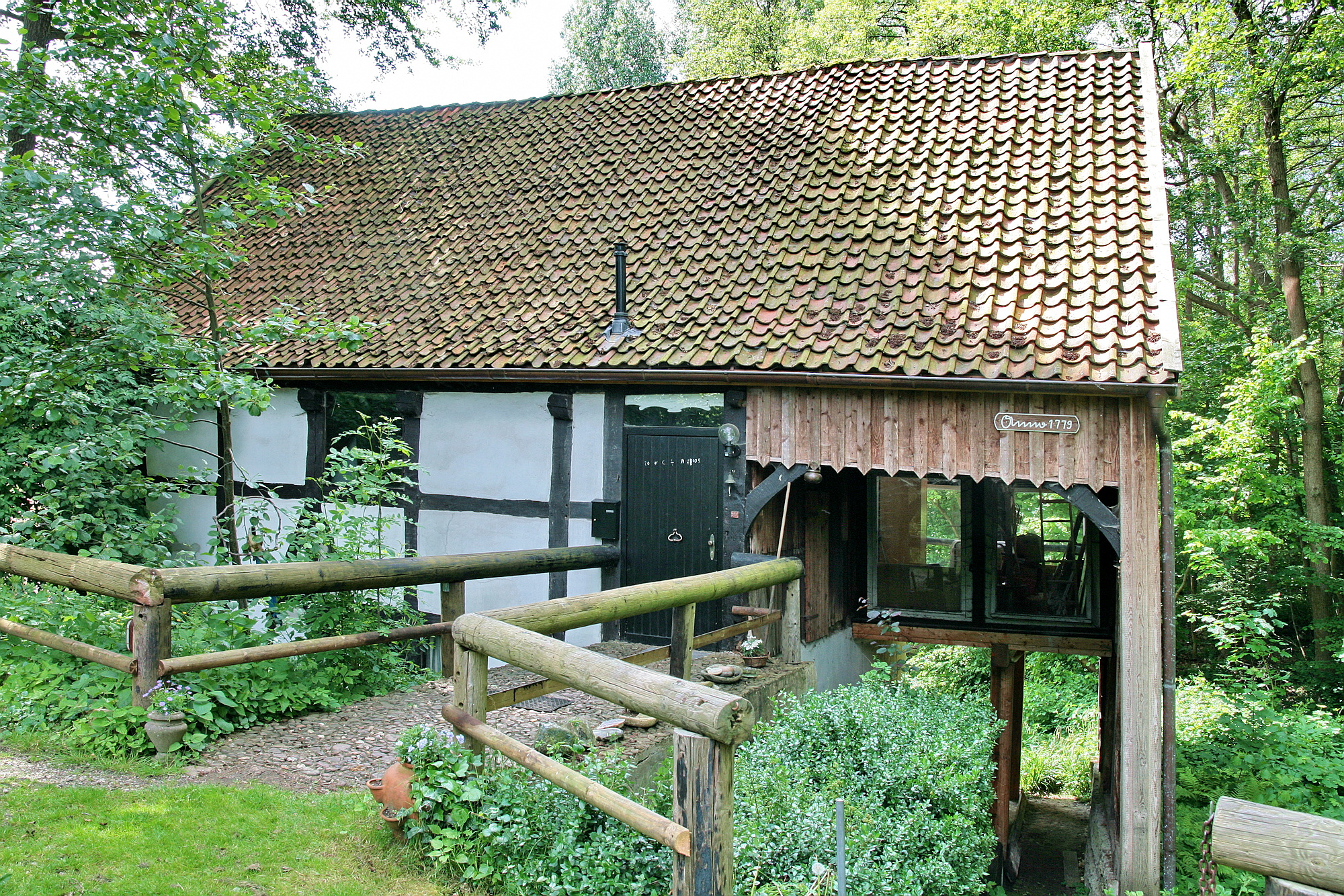
Wassermühle von 1779

## Wirtschaft und Infrastruktur
Verkehr
Zwei Buslinien des Großraum-Verkehrs Hannover bedienen neun Haltestellen und verbinden Negenborn darüber hinaus mit den Nachbarorten.

## Persönlichkeiten
Personen, die mit dem Ort in Verbindung stehen
- Jürgen Friede (* 1954), Bühnenbildner, Bildhauer und Medailleur, er schuf 2019 das Werk „Mit dem Strom – gegen den Strom“ – auch Tisch der Kinderrechte, ein Stahltisch mit beweglichen Elementen vor der Negenborner Fachwerkkapelle